# Augustin Deleanu

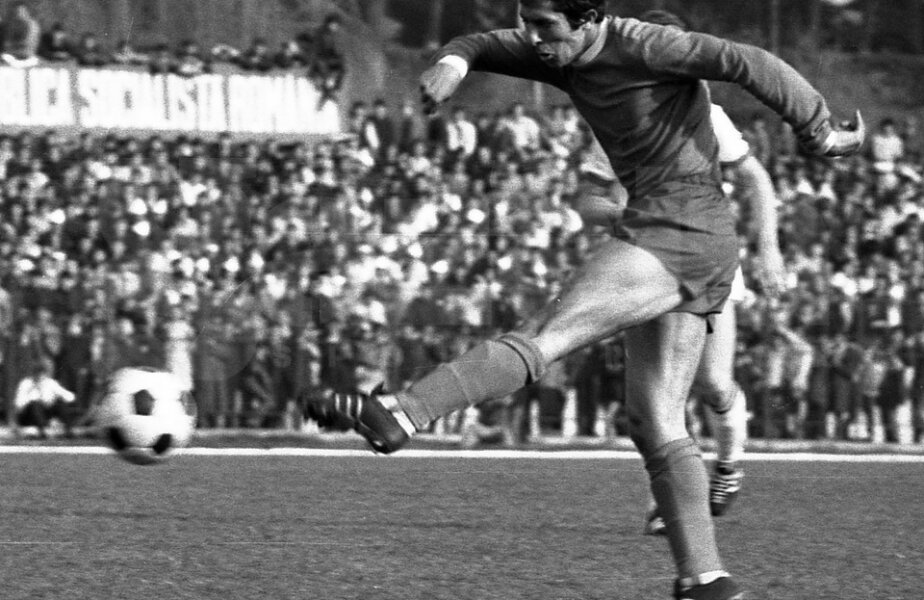
Augustin Deleanu jugador del Dinamo Bucharest el año 1973.

Augustin Pax Deleanu (Măgurele, Ilfov, 23 de agosto de 1944 - Bucarest, 27 de marzo de 2014) fue un jugador de fútbol rumano, que jugó como lateral izquierdo. Jugó más de 300 partidos en la Liga I de Rumania y también 25 para el equipo de fútbol nacional. Participó en la Copa Mundial de Fútbol de 1970.
Después de su retiro, Deleanu tuvo diferentes cargos en la administración en el Dinamo Bucureşti. Entre 1990-1994, fue el vicepresidente del club.

## Clubes
| Club                  | País    | Año       |
| --------------------- | ------- | --------- |
| FC Politehnica Iași   | Rumania | 1963-1969 |
| FC Dinamo de Bucarest | Rumania | 1969-1976 |
| CS Jiul Petroșani     | Rumania | 1976-1977 |

## Títulos
Dinamo de Bucarest
- Liga I: 1970-71, 1972–73, 1974–75